# الرقة (شبوة)
الرقة هي إحدى قرى الجمهورية اليمنية. وهي تتبع جغرافيًا لمحافظة شبوة. وإداريًا لمديرية ميفعة. يبلغ تعداد سكانها 1119 نسمة حسب الإحصاء الذي جرى عام 2004.